# Dezhou Dao
Dezhou Dao (kinesiska: 德洲岛) är en ö i Kina. Den ligger i provinsen Guangdong, i den södra delen av landet, omkring 360 kilometer öster om provinshuvudstaden Guangzhou. Arean är 0,21 kvadratkilometer. Den sträcker sig 0,6 kilometer i nord-sydlig riktning, och 0,6 kilometer i öst-västlig riktning.
Genomsnittlig årsnederbörd är 1 871 millimeter. Den regnigaste månaden är maj, med i genomsnitt 377 mm nederbörd, och den torraste är oktober, med 18 mm nederbörd.